# Dowództwo Saperów
Dowództwo Saperów Ministerstwa Spraw Wojskowych – organ pracy I wiceministra spraw wojskowych właściwy w sprawach saperów Wojska Polskiego II RP.
30 października 1934 dokonano reorganizacji MSWojsk. 7 listopada 1934 na bazie Szefostwa Saperów utworzono Dowództwo Saperów Ministerstwa Spraw Wojskowych. Z dniem 1 grudnia 1934 czasowe pełnienie obowiązków dowódcy powierzone zostało ppłk Stefanowi Langnerowi. Podlegał on I wiceministrowi.

## Zakres zadań
Do kompetencji dowódcy saperów należało:
opracowywanie wniosków dotyczących pokojowej i wojennej organizacji oraz mobilizacji jednostek saperskich
stawianie wniosków budżetowych w dziedzinie organizacji i wyszkolenia saperów oraz w sprawach zaopatrzenia
nadzór nad wykonaniem budżetu
przedstawianie wniosków dotyczących obsady personalnej korpusu saperskiego
oraz stawianie wytycznych instytucjom zaopatrzeniowym wojska w zakresie sprzętu i materiału saperskiego, ocena jego przydatności na podstawie przeprowadzonych doświadczeń i opiniowanie ich wprowadzenia do użytku wojskowego
Kompetencje w stosunku do oddziałów saperskich obejmowały:
formowanie wytycznych w zakresie dowodzenia, szkolenia i gotowości bojowej

## Obsada personalna dowództwa
Dowódcy Saperów
- ppłk sap. Stefan Langner (cz. p.o. od 1 XII 1934)
- płk sap. Maksymilian Hajkowicz (1935-1936)
- gen. bryg. Tadeusz Kossakowski (1936-1939)

Organizacja i obsada personalna Dowództwa Saperów MSWojsk. w 1939
- dowódca saperów - gen. bryg. Tadeusz Kossakowski
- I zastępca - płk sap. Konstanty Skąpski
- II zastępca - płk sap. Mikołaj Jasiński
- adiutant - kpt. sap. Antoni Strawiński
- szef Wydziału Ogólnego - ppłk sap. Wacław Stelmachowski
- kierownik referatu ogólnego - mjr sap. Edward Bałtusis
- referent - kpt. sap. inż. Jakub Sulich
- kierownik referatu wyszkolenia - mjr sap. Józef Bielejec †1940 Katyń[3]
- referent - kpt. sap. Marian Madejski
- szef Wydziału Materiałowo-Budżetowego - mjr sap. Roman Jędraszko †1940 Katyń[4]
- kierownik referatu przemysłu wojennego - mjr sap. Romuald Bielski
- kierownik referatu administracyjno-budżetowego - kpt. sap. Józef IV Kozioł
- referent – por. sap. Konstanty Smolski
- kierownik referatu materiałowego - mjr sap. Kazimierz Marian Łukasiewicz
- referent – kpt. sap. Czesław Mazurek
- szef Wydziału Studiów - mjr sap. inż. Władysław Polkowski
- kierownik referatu studiów - mjr sap. Władysław Zawalnicki
- kierownik referatu regulaminów - mjr sap. Walerian Klimowicz